# Plays Well with Others
Plays Well with Others je čtyřdiskové kompilační album anglického hudebníka Phila Collinse. Vydáno bylo 28. září roku 2018. Komplet obsahuje celkem 59 písní, a to ne přímo Collinsových, ale těch, na kterých se podílel coby hostující či doprovodný hudebník. Nachází se zde tak nahrávky například od Erica Claptona, Briana Ena, Johna Calea či Roberta Planta.

## Seznam skladeb
| Disk 1: 1969–1982 | Disk 1: 1969–1982                 | Disk 1: 1969–1982 | Disk 1: 1969–1982 |
| Pořadí            | Název                             | Interpret         | Délka             |
| ----------------- | --------------------------------- | ----------------- | ----------------- |
| 1.                | Guide Me Orion                    | Flaming Youth     |                   |
| 2.                | Knights (Reprise)                 | Peter Banks       |                   |
| 3.                | Don't You Feel It                 | Eugene Wallace    |                   |
| 4.                | I Can't Remember, But Yes         | Argent            |                   |
| 5.                | Over Fire Island                  | Brian Eno         |                   |
| 6.                | Savannah Woman                    | Tommy Bolin       |                   |
| 7.                | Pablo Picasso                     | John Cale         |                   |
| 8.                | Nuclear Burn                      | Brand X           |                   |
| 9.                | No-One Receiving                  | Brian Eno         |                   |
| 10.               | Home                              | Rod Argent        |                   |
| 11.               | M386                              | Brian Eno         |                   |
| 12.               | And So to F                       | Brand X           |                   |
| 13.               | North Star                        | Robert Fripp      |                   |
| 14.               | Sweet Little Mystery              | John Martyn       |                   |
| 15.               | Intruder                          | Peter Gabriel     |                   |
| 16.               | I Know There's Something Going On | Frida             |                   |
| 17.               | Pledge Pin                        | Robert Plant      |                   |
| 18.               | Lead Me to the Water              | Gary Brooker      |                   |

| Disk 2: 1982–1991 | Disk 2: 1982–1991                            | Disk 2: 1982–1991  | Disk 2: 1982–1991 |
| Pořadí            | Název                                        | Interpret          | Délka             |
| ----------------- | -------------------------------------------- | ------------------ | ----------------- |
| 1.                | In The Mood                                  | Robert Plant       |                   |
| 2.                | Island Dreamer                               | Al Di Meola        |                   |
| 3.                | Puss 'n' Boots                               | Adam Ant           |                   |
| 4.                | Walking on the Chinese Wall                  | Philip Bailey      |                   |
| 5.                | Do They Know It's Christmas (Feed the World) | Band Aid           |                   |
| 6.                | Just Like a Prisoner                         | Eric Clapton       |                   |
| 7.                | Because of You                               | Philip Bailey      |                   |
| 8.                | Watching the World                           | Chaka Khan         |                   |
| 9.                | No One Is to Blame                           | Howard Jones       |                   |
| 10.               | If Leaving Me Is Easy                        | The Isley Brothers |                   |
| 11.               | Angry                                        | Paul McCartney     |                   |
| 12.               | Loco in Acapulco                             | Four Tops          |                   |
| 13.               | Walking on Air                               | Stephen Bishop     |                   |
| 14.               | Hall Light                                   | Stephen Bishop     |                   |
| 15.               | Woman in Chains                              | Tears for Fears    |                   |
| 16.               | Burn Down the Mission                        | Phil Collins       |                   |

| Disk 3: 1991–2011 | Disk 3: 1991–2011                             | Disk 3: 1991–2011 | Disk 3: 1991–2011 |
| Pořadí            | Název                                         | Interpret         | Délka             |
| ----------------- | --------------------------------------------- | ----------------- | ----------------- |
| 1.                | No Son of Mine                                | Genesis           |                   |
| 2.                | Could've Been Me                              | John Martyn       |                   |
| 3.                | Hero                                          | David Crosby      |                   |
| 4.                | Ways to Cry                                   | John Martyn       |                   |
| 5.                | I've Been Trying                              | Phil Collins      |                   |
| 6.                | Do Nothing 'Till You Hear from Me             | Quincy Jones      |                   |
| 7.                | Why Can't It Wait Til Morning                 | Fourplay          |                   |
| 8.                | Suzanne                                       | John Martyn       |                   |
| 9.                | Looking for an Angel                          | Laura Pausini     |                   |
| 10.               | Golden Slumbers / Carry That Weight / The End | George Martin     |                   |
| 11.               | In The Air Tonite                             | Lil Kim           |                   |
| 12.               | Welcome                                       | Phil Collins      |                   |
| 13.               | Can't Turn Back the Years                     | John Martyn       |                   |

| Disk 4: 1981–2002 (koncertní nahrávky) | Disk 4: 1981–2002 (koncertní nahrávky) | Disk 4: 1981–2002 (koncertní nahrávky)    | Disk 4: 1981–2002 (koncertní nahrávky) |
| Pořadí                                 | Název                                  | Interpret                                 | Délka                                  |
| -------------------------------------- | -------------------------------------- | ----------------------------------------- | -------------------------------------- |
| 1.                                     | In the Air Tonight                     | Phil Collins                              |                                        |
| 2.                                     | While My Guitar Gently Weeps           | George Harrison                           |                                        |
| 3.                                     | You Win Again                          | Bee Gees                                  |                                        |
| 4.                                     | There'll Be Some Changes Made          | Phil Collins a Tony Bennett               |                                        |
| 5.                                     | Stormy Weather                         | Phil Collins a Quincy Jones               |                                        |
| 6.                                     | Chips and Salsa                        | The Phil Collins Big Band                 |                                        |
| 7.                                     | Birdland                               | Phil Collins with The Buddy Rich Big Band |                                        |
| 8.                                     | Pick Up the Pieces                     | The Phil Collins Big Band                 |                                        |
| 9.                                     | Layla                                  | Eric Clapton                              |                                        |
| 10.                                    | Why                                    | Annie Lennox                              |                                        |
| 11.                                    | Everything I Do (I Do It For You)      | Bryan Adams                               |                                        |
| 12.                                    | With a Little Help from My Friends     | Joe Cocker                                |                                        |